# Niżnie Rysy

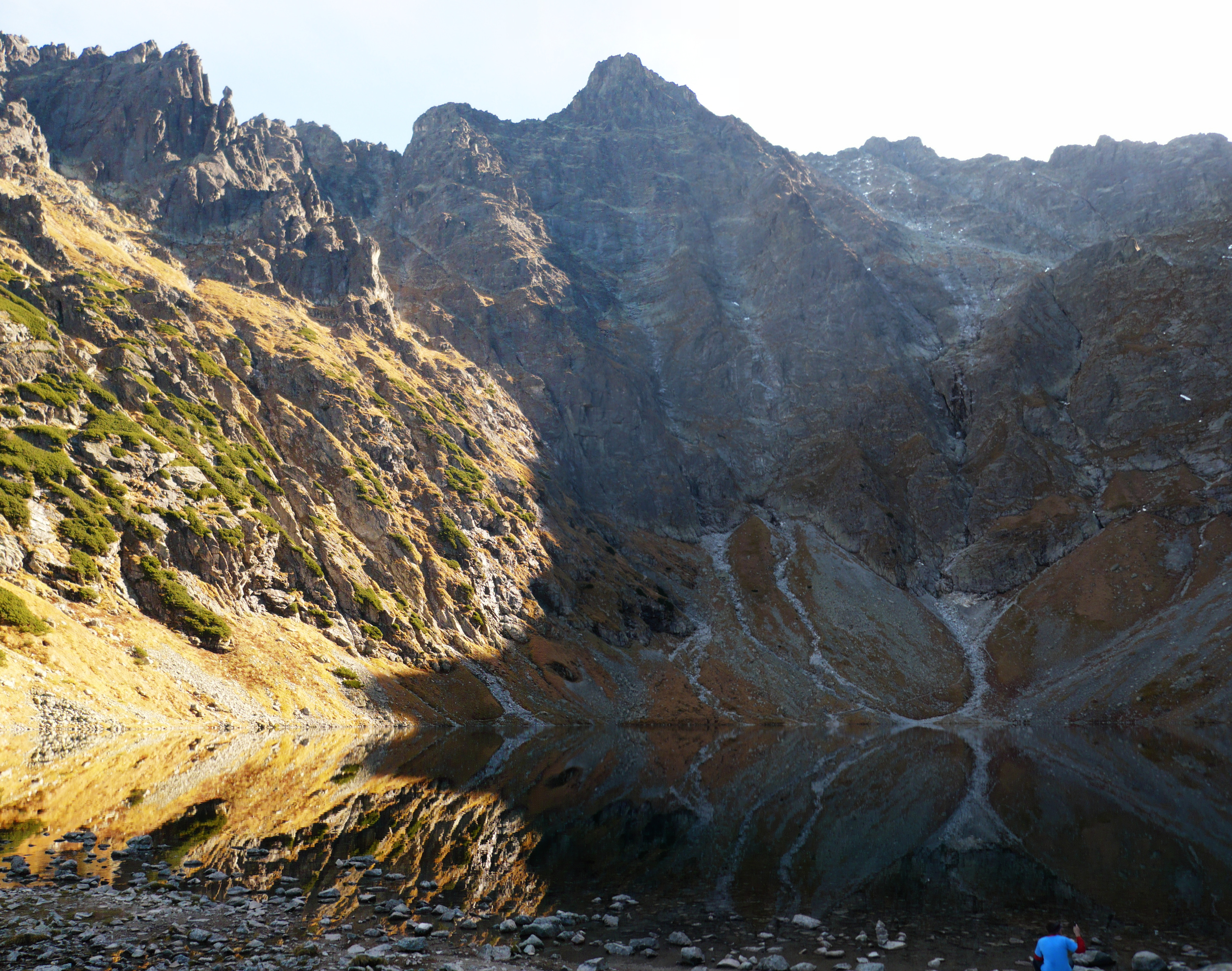
Blick vom Bergsee Czarny Staw pod Rysami

Der Niżnie Rysy (slowakisch Malé Rysy, deutsch Denesspitze) ist ein Berg in der Hohen Tatra mit einer Höhe von 2430 m n.p.m. an der polnisch-slowakischen Grenze.

## Lage und Umgebung
Unterhalb des Gipfels liegen die Täler Dolina Rybiego Potoku im Westen (Polen) und Bielovodská dolina im Osten (Slowakei). 
Nachbargipfel sind der Rysy, der von ihm durch den Bergpass Przełęcz pod Rysami getrennt wird, und der Żabi Szczyt Wyżni, der von ihm durch den Bergpass Ciężka Przełączka getrennt wird. Der Niżnie Rysy ist der dritthöchste Berg in Polen.

## Etymologie
Der polnische Name Niżnie Rysy lässt sich als Niederer Rysy, der slowakische Name Malé Rysy hingegen als Kleiner Rysy übersetzen. In der Vergangenheit war auch die Bezeichnung Denesspitze nach Franz Dénes geläufig.

## Flora und Fauna
Trotz seiner Höhe besitzt der Niżnie Rysy ebenso wie der höhere Rysy eine bunte Flora und Fauna. Es treten zahlreiche Pflanzenarten auf, insbesondere hochalpine Blumen und Gräser. Neben Insekten und Weichtieren sowie Raubvögeln besuchen auch Murmeltiere und Gämsen den Gipfel.

## Besteigung
Die Erstbesteigungen auf den Niżnie Rysy:
- Sommer: Janusz Chmielowski, Adam Kroebl, Jakub Bachleda, 18. Juli 1905 r.
- Winter: Józef Lesiecki, Józef Oppenheim, Mariusz Zaruski, Stanisław Zdyb, 6. Februar 1914 r.
- Südgipfel: Krzysztof Zdzitowiecki, Juli 1964

## Tourismus
Der Niżnie Rysy liegt auf keinem markierten Wanderweg. Er ist jedoch für Kletterer mit einer Genehmigung der Verwaltung eines der Nationalparks zugänglich. Als Ausgangspunkt für eine Besteigung eignen sich die Schutzhütten Schronisko PTTK nad Morskim Okiem und Schronisko PTTK w Dolinie Roztoki.

## Belege
- Zofia Radwańska-Paryska, Witold Henryk Paryski, Wielka encyklopedia tatrzańska, Poronin, Wyd. Górskie, 2004, ISBN 83-7104-009-1.
- Tatry Wysokie słowackie i polskie. Mapa turystyczna 1:25.000, Warszawa, 2005/06, Polkart ISBN 83-87873-26-8.

## Panorama

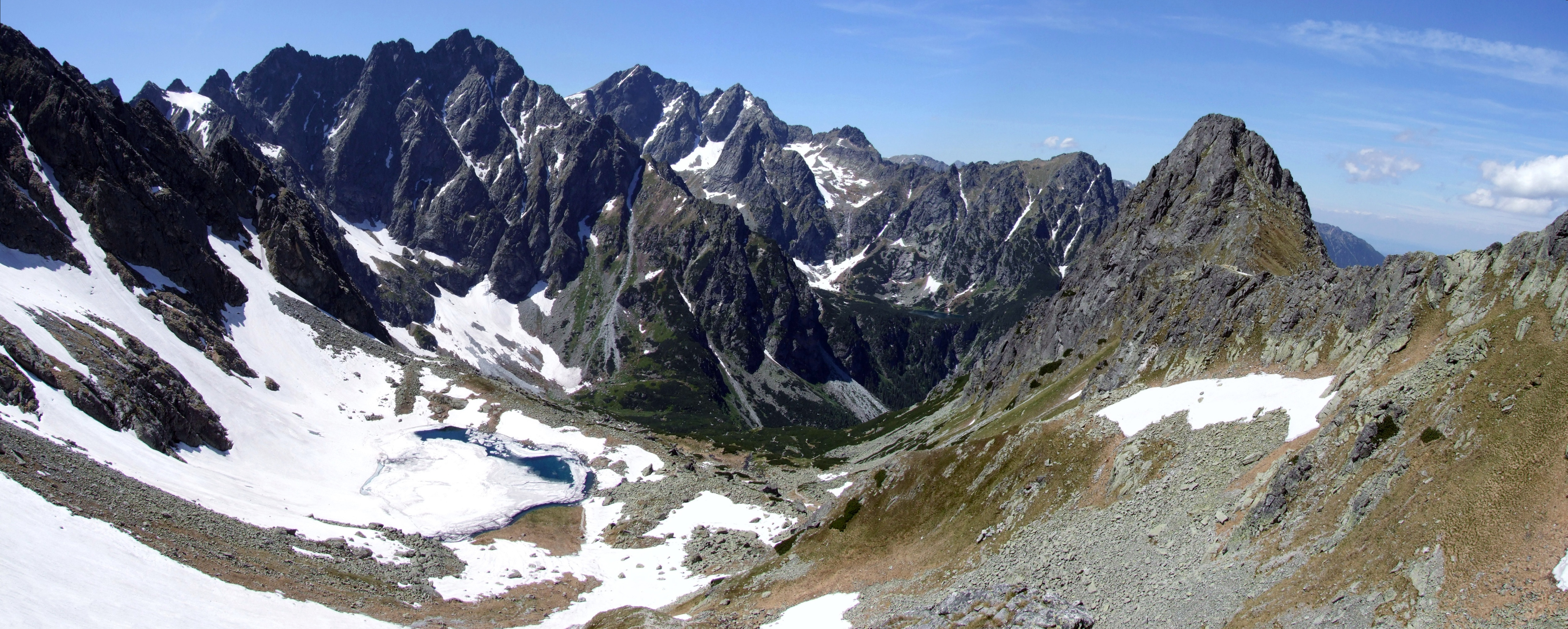
Blick von Osten auf den Nordgrat des Rysy mit Niżnie Rysy